# Lazy Days
Lazy Days è un singolo, pubblicato nel luglio 1997, di Robbie Williams, il secondo estratto dal suo album di esordio da solista Life thru a Lens. Nonostante il successo ottenuto in Inghilterra, il singolo non ha avuto grandi consensi nel resto d'Europa, eccetto un settimo posto in Italia.

## Tracce
UK CD1
1. "Lazy Days" - 3:53
2. "Teenage Millionare" - 3:09
3. "Falling In Bed (Again)" - 3:28

UK CD2
1. "Lazy Days" - 3:53
2. "She Makes Me High" - 3:23
3. "Ev'ry Time We Say Goodbye" - 3:03

## Classifiche
| Classifica (1997) | Posizione massima |
| ----------------- | ----------------- |
| Finlandia         | 18                |
| Germania          | 90                |
| Italia            | 7                 |
| Paesi Bassi       | 72                |
| Regno Unito       | 8                 |